# Río Caleufú
El río Caleufú es un curso de agua que nace de la unión de los ríos Filo Hua Hum y Meliquina, dentro del departamento Lácar, en el sur de la provincia del Neuquén, Argentina.
Por sus márgenes recibe las aguas de los arroyos Chuchiuma y Chachahuay. El Caleufú es afluente del río Collón Curá y su extensión es de aproximadamente 50 km.
En el sector superior se caracteriza por un mayor declive con profusión de correderas, fondo de rocas y mayor cantidad de vegetación ribereña, sobre todo en sus primeros tramos. En su sector inferior posee un declive menor, el río se torna más diverso tendiendo a formar meandros y canales, desapareciendo casi totalmente la vegetación ribereña y cediendo al paisaje de la estepa. El tamaño de los guijarros del lecho disminuyen, llegando a aparecer sectores con sedimentos finos y arena. Las aguas en este sector son más turbias que en el sector superior, prevaleciendo un tono café propio de una mayor productividad que se ve reflejado en una mayor población de peces.
Por sus características se practican la pesca deportiva y el Descenso de ríos en botes.